# Mellitine
Mellitine (van het Grieks melitta, bij) is het hoofdbestanddeel (50-70%) van het toxine van de honingbij (Apis mellifera). Er zijn homologen van het mellitine te vinden bij andere soorten van de aculeata, de onderorde van de angeldragers binnen de orde der vliesvleugeligen, waartoe naast de honingbij ook de limonadewesp behoort. Mellitine is een dimeer bestaande uit twee polypeptiden met vrij korte peptide ketens met een lengte van 26 aminozuren. Het mellitine in bijengif maakt het celmembraan van rode bloedcellen in het lichaam kapot. Daarnaast zorgt het gif ervoor dat de bloeddruk daalt en het lichaam het stresshormoon cortisol vrijmaakt. Het mellitine is de hoofdveroorzaker van de pijn bij een bijensteek. Mellitine wordt door bijen als verdediging gebruikt, sommige wespen gebruiken het ook om een prooi te verlammen.
Mellitine wordt samen met andere toxines in de gifklier van bijen geproduceerd en bij gevaar door de angel in een vijand ingespoten. Bij mensen komt het gif na een bijensteek onder de opperhuid, in de onderhuidse weefsels, terecht.
Mellitine hoort bij de poriënvormende groep van toxines.

## Positief gebruik van mellitine

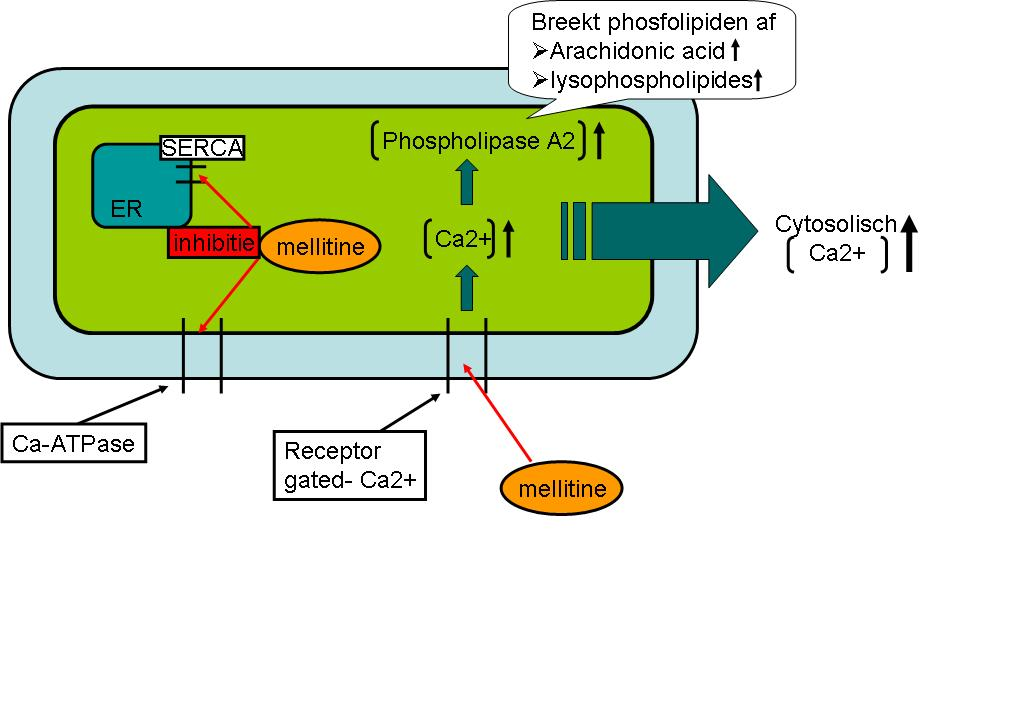
Figuur 1: Mogelijke doelen van mellitine in een cel.

Het was al langer bekend dat mellitine tumorcellen in vitro kapot kan maken, het probleem was echter dat het ook de gezonde cellen in het lichaam aanvalt. Door onderzoek in de nanotechnologie is hier nu een oplossing voor gevonden. De onderzoekers koppelen het mellitine aan nanodeeltjes, deze deeltjes kunnen specifiek gemaakt worden om tumorcellen te lokaliseren in het lichaam. Als de tumorcellen gelokaliseerd zijn wordt vervolgens het mellitine vrijgelaten en maakt het de celmembraan van de tumorcel kapot.
Op deze manier is de toxiciteit voor gezonde cellen nihil. Als dit soort behandelingen van kanker werken zoals nu gedacht wordt, betekent dit dat patiënten niet meer de zware chemokuren hoeven te ondergaan. Hierdoor wordt de patiënt veel minder verzwakt dan dat anders het geval zou zijn.
Er zijn al experimenten gedaan op muizen met vormen van borstkanker en huidkanker. Uit deze experimenten bleek de groei van de tumoren te stoppen en in andere gevallen bleek het mellitine zelfs de tumoren te verkleinen. Uit het experiment kwam ook naar voren dat er zo goed als geen toxiciteit was voor gezonde cellen. De theorie wordt dus op dit moment ondersteund door de praktijk, er moeten echter nog veel tests gedaan worden voor dit soort behandelingen als geneesmiddel gebruikt kunnen worden.
Daarnaast wordt het mellitine ook nog gebruikt voor de zogenaamde bijentherapie, hierbij krijgen mensen het gif ingespoten door de bij of door een injectie. Deze behandeling wordt toegepast bij reumapatiënten, de werking berust op het hormoon cortisol.
Op dit moment wordt onderzoek gedaan naar mogelijkheden om mellitine in te zetten tegen infecties door micro-organismen. Doordat mellitine celmembranen kapot kan maken maakt het ook verschillende soorten micro-organismen dood. Het probleem dat ook bij deze soort van therapie ontstaat is dat het mellitine ook de cellen van het lichaam aantast.
Laboratoriumonderzoek uit 2013 toonde aan dat mellitine hiv kan vernietigen door gaten te prikken in het omhulsel van het virus.

## Effecten van mellitine op het celmembraan
Mellitine kan op verschillende manieren effect op het celmembraan hebben. Dit is afhankelijk van de compositie van de dubbellaag, peptideconcentratie, pH-waarde, de aan- of afwezigheid van een membraanpotentiaal en het hydratatieniveau van de dubbellaag.
Mellitine heeft een amfipatisch karakter, dit is een speciale eigenschap van een transporteiwit.
Hemolytische activiteit:
Een belangrijk karakteristiek effect van mellitine is zijn hemolytische activiteit. Bij een concentratie hoger dan 1 µg/ml bindt het aan erytrocyten en versterkt daardoor het vrijkomen van hemoglobine. Er zijn meer dan 1,8 × 107 bindingsplaatsen voor mellitine per erytrocyt. Hier wordt ook onderscheid gemaakt tussen lage kinetische fase en een hoge kinetische fase. Bij de hoge fase is er sprake van een stapeling van mellitine aan de buitenkant van de cel. Als er reparatieprocessen in de cel plaatsgevonden hebben verandert de hoge fase in de lage fase.
Voltage-gated kanaalformatie:
Mellitine verhoogt de permeabiliteit van membranen en leidt tot een negatief membraanpotentiaal. Dit komt doordat mellitine vooral de permeabiliteit van anionen verhoogt. Waarschijnlijk is de C-terminus die positief geladen is, verantwoordelijk voor deze verandering. Mellitine gaat een associatie aan met anderen mellitinemoleculen en vormt een tetrameer. Dit tetrameer neemt een de vorm van een kanaaleiwit aan. Bij het vormen van een kanaal zijn alle vier mellitinemoleculen in een α-helixstructuur gerangschikt.
Verder kan mellitine zich over het membraan verplaatsen onder invloed van de membraanpotentiaal. Ook kan het peptide door het negatieve potentiaal proteolyse veroorzaken.
Een ander effect van mellitine op het membraan is het vormen van micellen. Door de vorming van deze micellen wordt het membraan verzwakt en afgebroken. Dit effect treedt op bij een concentratierelatie van 3-6% peptide/lipide (mol/mol).

## Bijengifallergie
Allergie voor bijengif komt eigenlijk vooral voor bij mensen die meerdere keren gestoken zijn. Daardoor komt het dus eigenlijk vooral voor bij imkers en de naaste omgeving van bijenkolonies. Een steek van een bij zorgt normaal gesproken alleen voor een kleine opgezwollen plek op de huid en een hevige lokale pijn op deze plek. In het geval van een allergie zijn er echter zwaardere symptomen zoals: grotere ontstoken oppervlaktes, zware pijn, flauwvallen en verlies van zicht. Deze symptomen ontstaan meestal binnen 10 minuten na de steek van de bij.
Bijenallergie kan ook vastgesteld worden door een test van de IgE-antilichamen. Hierbij is te zien of de patiënt al eerder een allergische reactie heeft gehad. De sterkte van de allergische reacties kan ook toe nemen bij latere steken.
Er zijn ook behandelingen voor bijenallergie, de meest gebruikte is immunotherapie. Hierbij krijgt de patiënt eerste een zeer kleine dosis bijengif ingespoten, hierna wordt met een constante interval steeds meer gif toegediend. Hierdoor bouwt de patiënt langzaam resistentie op tegen het gif.

## Biosynthese van mellitine
Deze toxische stof wordt in de gifklier van de honingbij Apis mellifera geproduceerd. Deze klier heeft een Y-vormige structuur met een giftzak aan het eind. De waterige uitscheiding uit deze klier bevat peptiden, enzymen en andere componenten waarbij mellitine de belangrijkste toxische stof is.
Mellitine komt voor in twee natuurlijke vormen. Het belangrijkste product (90-98%) bevat een vrije primaire α-amino groep aan de glycine bij de N-terminus. Het minor product heeft een geformyleerde N-terminus aan de glycine.
Met het gebruik van radioactief gelabelde aminozuren is te zien dat mellitine uit zijn precursormolecuul pro-melittin ontstaat. Door toevoegen van cycloheximine kan de synthese van promellitine geïnhibeerd worden.
Voor de productie van mellitine uit pro-mellitine is dipeptidylpeptidase 4 nodig. Deze knipt stapsgewijs aminozuren van het precursormolecuul af zodat mellitine ontstaat.
Het precursormolecuul wordt getranscribeerd van het MELT gen.

## Stimulatie van een immunorespons door mellitine
Het eiwit Mellitine heeft aan zijn N- terminale uiteinde 19 aminozuren, die een hydrofoob karakter hebben. Dat betekent dat het eiwit met dit gedeelte graag in een membraan zit waar het een interactie kan ingaan met receptor- gated Ca2+- kanalen. De kanalen in het neutrophiel- membraan worden via dit process geopend, waarna vindt een influx van extracellulair calcium plaats. Zo wordt de concentratie van Calcium in het cytoplasma sterk verhoogd.
Met behulp van de influx worden, afhankelijk van de peptide/ fosfolipiden – ratio, secretoire Phospholipase A2- enzymen (sPLA2) geactiveerd of geïnhibeerd.
. De sPLA2 zorgt in het plasmamembraan van de cellen vervolgens voor de omzetting van glycerol in arachidonzuur (AA), een ω-6 polyon-verzadigde vetzuur dat ook als een second messenger kan werken. AA stimuleert vervolgens de fosfolipase C om eicosanoïden aan te maken. Dit intermediair heeft een invloed op cyclo-oxygenasen (COX) of lipoxygenasen (LOX), die zorgen voor een synthese van prostaglandinen en leukotriënen, respectievelijk. Beide geproduceerde groepen hebben verschillende infectueuze effecten, waarbij prostanoïden vooral voor lokale symptomen verantwoordelijk zijn, terwijl de leukotrienes heel belangrijk zijn als een chemoattractant. Het gesynthetiseerde Leukotriene B4 zorgt zo voor een stroom van leukocyten, zoals macrofagen en lymfocyten die leiden tot de eigenlijke immuunrespons.